# Dermatite erpetiforme di Duhring
La dermatite erpetiforme di Duhring è una malattia bollosa caratterizzata dalla comparsa di vescico-bolle e che colpisce in prevalenza i maschi in età giovanile. È inserita nella categoria dei pemfigoidi (dermatosi bollosa autoimmune), categoria dalla quale si vorrebbe eliminare per via dell'accertata correlazione con la malattia celiaca; tale correlazione, infatti, spinge a mettere in dubbio la patogenesi autoimmune della malattia, comune ai pemfigoidi, e a considerarla invece come l'espressione cutanea di un'intolleranza alimentare. 
L'aggettivo "erpetiforme" è stato dato in passato per l'aspetto delle vescicole e per la loro disposizione, che ricordano le manifestazioni tipiche dell'infezione herpetica, e non per una correlazione eziologica con herpes simplex.

## Storia
Deve il suo nome a Louis Adolphus Duhring, il dermatologo statunitense che per primo la descrisse nel 1884.

## Epidemiologia
È una patologia diffusa in tutto il mondo ma maggiormente in Europa settentrionale e rara nelle popolazioni africane ed asiatiche. In Svezia ha una prevalenza di 1-39 casi ogni 100 000 abitanti e un'incidenza di 0,4-2,6 casi ogni 100 000 abitanti. Insorge tipicamente attorno ai 40 anni ma può esordire nell'infanzia così come in età matura. È più comune nei maschi con un rapporto maschi/femmine di 1,5-2:1.
Si associa, oltre alla celiachia, alla tiroidite di Hashimoto, diabete mellito di tipo I, malattia di Addison, lupus eritematoso sistemico, sindrome di Sjögren, sarcoidosi e vitiligine.

## Patogenesi
La dermatite erpetiforme è determinata da una risposta autoimmune mediata da IgA alla transglutaminasi epidermica 3 (TG3), una proteina coinvolta nel mantenimento dello strato corneo. Si pensa che la TG3 venga rilasciata dai cheratinociti nel derma papillare dove si lega alle IgA circolanti. Le IgA anti-TG3 si depositano quindi all'apice delle papille dermiche attivando il sistema del complemento che a sua volta determinerebbe chemiotassi dei neutrofili con conseguente rilascio di metalloproteasi, distacco dermo-epidermico a livello della lamina lucida e sviluppo di vescicole subepidermiche.
È stata riscontrata una correlazione con HLA-B8DRw3 o -DQw2 del complesso maggiore di istocompatibilità, ciò potrebbe avvalorare sia la probabile impronta genetica della malattia, sia la stretta correlazione con l'enteropatia da glutine, nella quale sono spesso presenti gli aplotipi DQ2 e DQ8 del sistema HLA. Parenti di primo grado di pazienti affetti da dermatite erpetiforme hanno una probabilità significativamente più elevata di sviluppare la patologia.
Il fattore di rischio ambientale più importante è l'assunzione di alimenti contenenti glutine in quanto la gliadina viene trasformata dalle transglutaminasi tissutali in forme più immunogene in grado di legarsi ad HLA-DQ2. Un altro importante fattore di rischio è l'assunzione di iodio che può rappresentare un fattore scatenante e aggravante il quadro clinico. Il fumo sembra essere un fattore protettivo.

## Istologia
Si riscontra una raccolta di neutrofili all'apice delle papille dermiche con piccolo distacco dermo-epidermico (papulo-vescicole) e la comparsa di eosinofili dopo 2-3 giorni dallo sviluppo delle lesioni.

## Clinica
Il quadro clinico è caratterizzato da chiazze eritematose e/o orticarioidi simmetriche, spesso figurate, sulle quali insorgono vescicolo-papule raggruppate alla periferia delle chiazze orticarioidi (da qui la definizione di "erpetiforme"). Il prurito è così intenso che il grattamento porta alla rottura delle bolle con conseguenti erosioni, croste emorragiche e guariscono senza lasciare cicatrici. Raramente lesioni integre giungono all'attenzione del medico. Le vescico-bolle si localizzano caratteristicamente al cuoio capelluto, gomiti, glutei e ginocchia benché possano svilupparsi anche in altri distretti corporei. Si possono presentare lesioni purpuriche puntate ai palmi delle mani e alle piante dei piedi. Al quadro cutaneo si possono accompagnare segni e sintomi tipici della malattia celiaca come anemia, calo ponderale, diarrea, gonfiore addominale, meteorismo, osteoporosi sino, nei casi più gravi, ad acloridria, att atrofia gastrica, neuropatia e atassia. Nei bambini si può verificare un ritardo di crescita con bassa statura. Può presentarsi anche una stomatite erosiva. La comparsa del quadro cutaneo può però verificarsi in presenza di un'enteropatia silente e tende a peggiorare in seguito a diete ricche di glutine.
La complicanza più grave è lo sviluppo di un linfoma a cellule T dell'intestino tenue.

## Diagnosi
La diagnosi è basata sulle caratteristiche cliniche, sulla ricerca di anticorpi anti-transglutaminasi tipici della celiachia e viene confermata con una biopsia cutanea perilesionale delle lesioni e l'immunofluorescenza diretta. Con quest'ultimo esame si possono evidenziare depositi di IgA e C3 con pattern fibrillare (negli asiatici) o granulare (nei caucasici) a livello delle papille dermiche, caratteristiche di questa patologia.
Possono aiutare nella diagnosi gli anticorpi circolanti:
- Anti-microsomiali tiroidei: 20%
- Anti-mucosa gastrica: 20-25%
- IgA anti-endomisio: 70% Duhring – 100% morbo celiaco
- IgG e IgA anti-reticolina
- IgA e IgG anti-gliadina

## Terapia
La terapia consiste nel fare eseguire alla persona affetta una dieta equilibrata e priva di glutine (che fra l'altro previene anche la comparsa di linfomi).
Se tale trattamento risulta in qualche modo insufficiente, si somministra dapsone (50-100 mg/die) o eventualmente sulfapiridina (dose orale iniziale di 2-4 g/die, dose di mantenimento di 1-2 g/die), che è meno efficace del dapsone, ma rappresenta comunque una valida alternativa. Il dapsone infatti genera una repentina scomparsa dei sintomi, ma con effetti collaterali quali l'anemia, il vomito e inappetenza. L'anemia emolitica e la metemoglobinemia sono i più frequenti effetti collaterali riscontrabili, ragion per cui, nei soggetti in trattamento con dapsone o sulfapiridina va costantemente monitorato l'emocromo.